# Deagu de Sus, Argeș
Deagu de Sus este un sat în comuna Recea din județul Argeș, Muntenia, România.